# ティー・アンド・ジー
株式会社ティー・アンド・ジー（英: T&G Inc.）は、東京都板橋区に本社を置く企業。トーハンの連結子会社でゲオホールディングスの持分法適用会社。

## 概要
2005年（平成17年）11月に出版取次大手トーハンの子会社「株式会社ジャパン・エイ･ヴイ・レンタルシステム」の増資をトーハンおよびレンタルビデオ大手ゲオが引受け誕生した合弁会社で、書店などの既存店舗にゲオのサービスを加えた「+GEO（プラスゲオ）」や文具雑貨販売を行う「T.CLIP」のFC展開を行っている。
当初はプラスゲオのみを展開していたが、2009年（平成21年）より文真堂書店と共同でT.CLIPのFC展開を始めている。

## 沿革
- 2005年（平成17年）11月 - トーハン子会社「株式会社ジャパン・エイ･ヴイ・レンタルシステム」の増資をトーハンおよびゲオが引受け「株式会社ティー・アンド・ジー」に商号を変更。
- 2006年（平成18年）2月 - プラスゲオのフランチャイズ1号店をオープン。
- 2009年（平成21年）10月 - T.CLIPのフランチャイズ1号店をオープン。

## 関連会社
- 株式会社トーハン
- 株式会社ゲオ